# Graafschap Lohn
Graafschap Lohn was een graafschap binnen het Heilige Roomse Rijk. Het centrum van het voormalige gebied heet nu Stadtlohn en Südlohn. Na het uiteenvallen van het graafschap Hamaland deelden de graven van Lohn mogelijk mee in de erfenis. Zij verwierven veel allodiale goederen in de graafschap Zutphen en Munsterland. Vanaf 1086 is er sprake van een ridder Gerardus de Lon. In 1316 verdween het graafschap geheel toen Herman II van Lohn kinderloos overleed. Het Graafschap viel daarna tijdens de Strijd om Bredevoort (1322–1326) uiteen in de Heerlijkheid Bredevoort en de Heerlijkheid Lohn.

## Plaatsbepaling

Het lichtgroene gebied is een projectie op de moderne kaart van het grensgebied Nederland-Duitsland met globaal de omvang van het gebied waarin de graven van Lohn grafelijke rechten uitoefenden volgens de oorkonde uit 1152, het theoretische "Borculose deel" viel tijdelijk onder Herman van Lohn als zaakwaarnemer voor Hendrik III van Borculo tussen 1233-1245

Volgens een oorkonde uit het jaar 1152 omvatte de graafschap Lohn naast Stadtlohn en Südlohn, ook de parochies Winterswijk, Aalten, Varsseveld, Zelhem, Hengelo en Dinxperlo. Omdat ook parochiegrenzen onduidelijk zijn valt niet met zekerheid te zeggen wat precies de omvang was van het totale gebied. In de literatuur wordt vaak aangegeven dat ook een deel van de heerlijkheid Borculo oorspronkelijk deel van het gebied heeft uitgemaakt. In een Münsters register uit 1313 staan de volgende parochies vermeld: Alten, Dinxperle, Eiberghe, Gheesteren, Grolle, Hengelo, Neede, Seelfwalde, Selehem, Versevelde en Wynterswik (de parochies: Borculo, Bredevoort en Lichtenvoorde komen niet voor op deze lijst omdat deze pas na 1313 afgesplitst werden van de hoofdparochies, in alle gevallen ging het in deze plaatsen om een latere stichting van een kasteelkapel.) Volgens auteur Adolph Tibus in zijn "Gründungsgeschichte" zou Lohn zelfs uit twee graafschappen hebben bestaan, het andere deel zou dan de parochies Eibergen, Geesteren, Groenlo en Neede hebben omvat. Dit deel zou dan hun eigenlijke gebied geweest zijn, de parochies Lohn, Winterswijk, Aalten, Varsseveld, Zelhem en Hengelo werden in naam en opdracht van de bisschop van Munster beheerd. De afkomst van de stamvader van de heerlijkheid Borculo Hendrik I van Borculo is onbekend. Zijn vader staat bekend als "Werner" waardoor alle theorieën vooralsnog onbewezen blijven. Volgens auteur J. de Groot hebben de graven van Lohn nooit aanspraak gemaakt op de Borculose gebieden, behalve toen graaf Herman van Lohn hertrouwde met Euphemia van Coeverden en daarmee de voogdij van Hendrik III van Borculo kreeg die op dat moment drie jaar oud en onmondig was. Op 2 augustus 1246 droeg Herman het kasteel Bredevoort maar ook de parochies Eibergen, Neede, Groenlo en Geesteren over aan Otto II van Gelre. Voor de overdracht van de Borculose gebieden bleek Herman niet bevoegd. Hierdoor ontglipten alle gebieden, met uitzondering van Groenlo dat Hendrik II van Borculo om onduidelijk redenen aan graaf Otto II van Gelre had verkocht, aan de handen van Gelre en bleven deze bij de heerlijkheid Borculo. Voor zover bekend hadden de heren van Lohn geen rechten in de heerlijkheid Borculo, er is geen oorkonde die daar melding van maakt, zodat de Borculo-theorieën vooralsnog onbewezen blijven.

## Geschiedenis
De heren van Lohn verwierven omstreeks 1086 een groot gebied dat een groot deel van de huidige Achterhoek besloeg. Dit gebied hoorde toen onder het bisdom Munster. De graven van Lohn bevonden zich met dit gebied tussen twee vuren. Enerzijds waren dat de bisschoppen van Munster, die vele stichtgoederen uitkochten en rechtstreeks onder hun bisdom brachten. Anderzijds waren dat de graven van Gelre, die hun gebied verder wilden uitbreiden naar het oosten. Hierdoor zagen de heren van Lohn tijdens hun heerschappij hun gebied steeds kleiner worden.
- In 1238 moest Herman van Lohn het halve graafschap delen met de graaf van Steinfurt.
- In 1255 werd de jurisdictie in de parochies Hengelo en Zelhem aan graaf Otto II van Gelre verkocht.
- In 1315 werd Hendrik van Wisch met de gerichten in Silvolde en Varsseveld beleend door Godfried van Heinsberg.
- In 1316 verdwijnt het graafschap geheel als Herman II kinderloos komt te overlijden.
- In 1322 zou de strijd om Bredevoort (1322-1326) losbarsten.

## Verwantschap Belgisch Limburg

Wapen van Lohn volgens Wapenboek Gelre

Hoewel er vermoedens bestaan over een mogelijk verwantschap met de tak van het Graafschap Loon in Belgisch Limburg, is daar nog geen bewijs van gevonden. Gerardus de Lon of Gerard van Lohn) (ca. 1060-1092) was graaf tevens grondlegger van het Graafschap Lohn van 1085 tot zijn dood in 1092. Hij was een zoon van Otto II van Zutphen.